# Mihály Huszka
Mihály Huszka (Csongrád, 2 giugno 1933 – Oroszlány, 9 dicembre 2022) è stato un sollevatore ungherese che ha gareggiato nelle categorie dei pesi leggeri e pesi medi.

## Carriera
Iniziò la carriera di sollevatore nel 1950, vincendo cinque titoli nazionali ungheresi dal 1959 al 1964. Partecipò a due edizioni dei Giochi olimpici: a Roma nel 1960 nei pesi leggeri e a Tokyo nel 1964 nei pesi medi, piazzandosi al sesto posto in entrambi i casi. Ai campionati mondiali, dove fece la sua prima comparsa nel 1959 classificandosi decimo, ottenne due medaglie d'argento a Budapest nel 1962 e a Stoccolma nel 1963, che valevano anche come secondi posti nel campionato europeo.
Nel 1965 decise di emigrare dapprima in Austria e due anni dopo negli Stati Uniti, dove divenne allenatore di successo e continuando ancora a gareggiare nei tornei master, diventando 76 volte campione statunitense, 22 volte campione del mondo e conquistando 4 volte il Master Grand Prix. Nel 2012 rientrò in Ungheria, trasferendosi a Oroszlány.